# SLA-Inversion
Bei einer SLA-Inversion ist ein hochverfügbares technisches System von anderen Systemen abhängig, wodurch die durchschnittliche Zeit, in welcher das System zur Verfügung steht, unter die im Service-Level-Agreement (SLA) definierte Verfügbarkeit fällt.

## Berechnung der Verfügbarkeit
Die Gesamtverfügbarkeit eines Systems S, welches von externen Systemen E abhängig ist, berechnet sich aus:
{\displaystyle P\left(S\vert \mathrm {verf{\ddot {u}}gbar} \right)=\left(1-P\left(S\vert \mathrm {ausgefallen} \right)\right)\cdot \prod _{n}P\left(E_{n}\vert \mathrm {verf{\ddot {u}}gbar} \right)}
Ist beispielsweise ein System zu 99,99 % verfügbar, aber von zwei externen Systemen mit je 99,9 % Verfügbarkeit abhängig, so ist das Gesamtsystem nur zu 99,99 % · 99,9 % · 99,9 % = 99,79 % verfügbar. Das System fällt damit im Schnitt für 
{\displaystyle 1\mathrm {a} \cdot (1-99{,}79\ \%)=18{,}4\mathrm {h} }
im Jahr aus.

## Problemlösung
SLAs sollten für Geschäftsprozesse und nicht für Gesamtsysteme vereinbart werden. Die Entwicklungsabteilung kann dann wichtige Geschäftsprozesse gegenüber weniger wichtigen Geschäftsprozessen priorisieren. Zudem kann die Entwicklungsabteilung keine SLAs für Fremdsysteme treffen. Jedoch ist es möglich, die Systeme voneinander zu entkoppeln, sodass das System mit eingeschränkter Funktionalität weiterhin funktioniert, wenn externe Systeme ausgefallen sind. Hierzu dienen beispielsweise Sicherungen und entkoppelte Middleware, beispielsweise ein Enterprise Service Bus.